# Логвиненко Микола Павлович
Микола Павлович Логвиненко (15 січня 1920, Лебедин — 7 січня 1974, Київ) — радянський військовий льотчик, Герой Радянського Союзу (1943), у роки німецько-радянської війни командир ескадрильї 293-го винищувального авіаційного полку 287-ї винищувальної авіаційної дивізії 4-ї повітряної армії Північно-Кавказького фронту.

## Біографія
Народився 15 січня 1920 року в місті Лебедині (нині Сумської області України) в сім'ї робітника. Українець. Член КПРС з 1942 року. У 1934 році закінчив 7 класів, а потім школу ФЗУ. Працював слюсарем на Дніпродзержинському металургійному заводі. Закінчив аероклуб.
У Червоній Армії з січня 1939 року. У 1940 році закінчив Качинську військово-авіаційну школу пілотів. Коли почалася німецько-радянська війна, командував ланкою в 92-му винищувальному авіаційному полку. Учасник війни з червня 1941 року. Воював на Північно-Західному, Сталінградському, Північно-Кавказькому та інших фронтах.
До травня 1943 року здійснив 245 бойових вильотів, у 76 повітряних боях особисто збив 16 і в складі групи два літаки противника. Штурмовими діями знищив п'ять танків, близько сорока автомашин, дві зенітні батареї, залізничний міст через Дніпро.
Указом Президії Верховної Ради СРСР від 24 серпня 1943 року за зразкове виконання бойових завдань командування на фронті боротьби з німецько-фашистськими загарбниками і проявлені при цьому мужність і героїзм, капітану Миколі Павловичу Логвиненку присвоєно звання Героя Радянського Союзу з врученням ордена Леніна і медалі «Золота Зірка» (№ 1144).

Могила Миколи Логвиненка

З липня 1946 року майор М. П. Логвиненко — в запасі. У 1961 році закінчив Донецький інститут радянської торгівлі. Жив у Києві. Працював директором фабрики-кухні. Помер 7 січня 1974 року. Похований у Києві на Лук'янівському військовому кладовищі.

## Нагороди
Нагороджений орденом Леніна, трьома орденами Червоного Прапора, орденами Олександра Невського, Вітчизняної війни 1-ї та 2-го ступеня, медалями.